# Reprezentacja Argentyny na Mistrzostwach Świata w Narciarstwie Klasycznym 2011
Reprezentacja Argentyny na Mistrzostwach Świata w Narciarstwie Klasycznym 2011 liczy 2 sportowców.

## Medale

### Złote medale
Brak

### Srebrne medale
Brak

### Brązowe medale
Brak

## Wyniki

### Biegi narciarskie mężczyzn
Bieg na 15 km
- Carlos Lannes – odpadł w kwalifikacjach
- Federico Cichero – odpadł w kwalifikacjach

Sprint
- Carlos Lannes – odpadł w kwalifikacjach
- Federico Cichero – odpadł w kwalifikacjach

Bieg łączony na 30 km
- Federico Cichero – nie ukończył